# سينابون
السينابون (بالإنجليزية: Cinnabon)‏ هي سلسلة مخابز أمريكية مقرها الرئيسي في مدينة ساندي سبرينغز بولاية جورجيا في الولايات المتحدة الأمريكية، وتوجد فروعها عادة في التجمعات الكبيرة مثل مجمعات التسوق، والمطارات. وتتخصص في إنتاج حلى السينابون المصنوع من القرفة. وفي يوليو 2009، بلغ عدد فروع مخابز السينابون 750 فرعا في 30 دولة حول العالم.
و للسينابون عقود امتياز في العديد من دول العالم، ويقع أكبر فرع للسينابون خارج الولايات المتحدة وكندا في مجمع سيتي ستارز في مصر  بالقاهرة.

## التاريخ

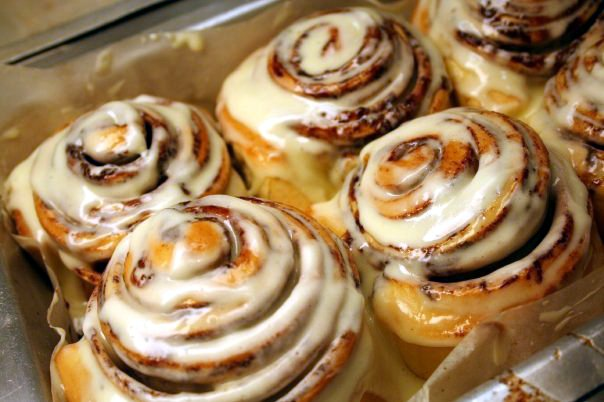
لفافة سينابون بالقرفة في علبة جاهزة

افتتح أول متجز مخبوزات في سلسلة سينابون في ولاية واشنطن الأمريكية في 4 ديسمبر 1985 كأحد فروع سلسلة المطاعم الأمريكية أنليمتد في مدينة سياتل، وبدأ بتقديم لفائف القرفة التي اشتهرت الطاهية جيرلين بروسو بتحضيرها باعتبارها المنتج الرئيسي للمتجر، والتي سميت باسمه.
اشترت شركة إيه إف سي إنتربرايزس سلسلة مخابز سينابون في عام 1998 بمبلغ قدر بحوالي 65 مليون دولار أمريكي، ثم باعتها في عام 2004 لشركة فوكاس براندز مقابل 30.3 مليون دولارًا أمريكيًا. وفي عام 2020 أعلنت مجموعة شركات إي جي البريطانية عن شراكتها مع سينابون والتي تهدف لافتتاح 150 فرع لها في المملكة التحدة على مدى 5 سنوات.

## الفروع

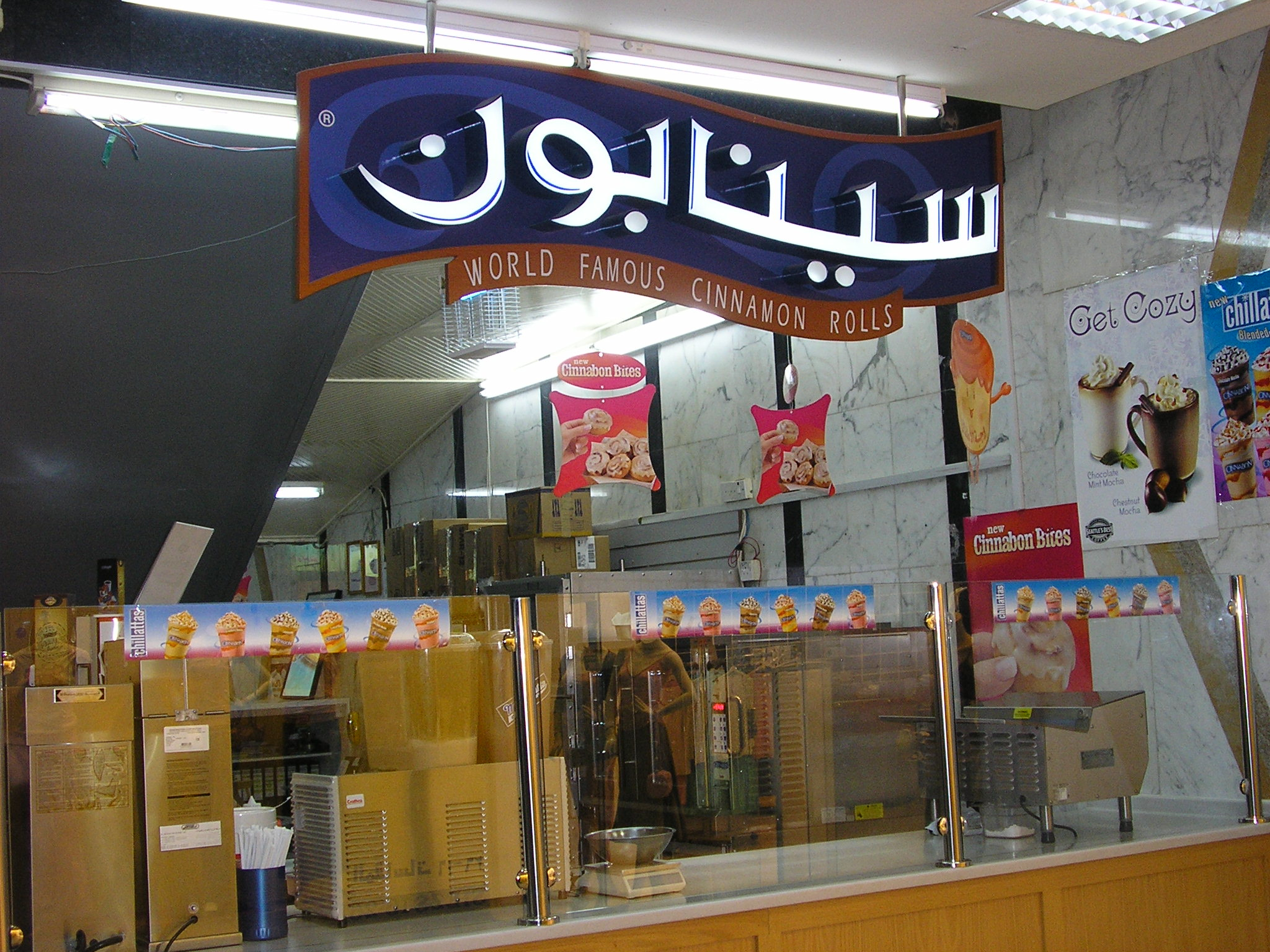
فرع سينابون في المملكة العربية السعودية

بلغ عدد الفروع التي تمتلكها العلامة التجارية سينابون في ديسمبر من عام 2017 إلى أكثر من 1200 مخبز في 48 دولة حول العالم في كل من: أرمينيا، وأستراليا، وأذربيجان، وبيلاروسيا، وبوليفيا، وبروناي، وكندا، وتشيلي، وكولومبيا، وكوستاريكا، وقبرص، وجمهورية التشيك، والاكوادور، والسلفادور، ومصر، واليونان، وغواتيمالا، وهندوراس، وهونغ كونغ، والهند، وجامايكا،واليابان، والأردن، والكويت، ولبنان، ومالطا، وماليزيا، والمكسيك، وسلطنة عمان، والمغرب، وبنما، وباكستان، وباراغواي، والفلبين، وبولندا، وبيرو، وبورتوريكو، وقطر، ورومانيا، وأسبانيا، والمملكة العربية السعودية، وكوريا الجنوبية، وجنوب أفريقيا، والسويد، وترينداد وتوباجو، وأوكرانيا، والإمارات العربية المتحدة، والولايات المتحدة الأمريكية، وفنزيلا، والمملكة المتحدة. كان سينابون هو أول فرع لعلامة تجارية أمريكية يفتتح في ليبيا عقب الإطاحة بنظام الرئيس الراحل معمر القذافي.
افتتح فرع واحد لسينابون في فنلندا في مارس 2015 ثم أغلق في مارس 2016، وفي أغسطس 2016 أغلق فرعها في إسرائيل، كما أغلقت فروعها السابقة في كل من النمسا، وسوريا، وسنغافورة.

## المنتجات
سينابون رول :
1- ميني بيكن
2- بيكابون
3- ميني بون
4 - كلاسيك
5- شوكابون
6- ميني شوكابون
مشروبات بارده :
1- موكا بارد
2- شوكولاته بارد
3- عصير،برتقال، ليمون
4- آيس تي
5- ماء
مشروبات ساخنه :
1- كابتشينو
2- إيطالي
3- ميكاتو
4- إسبريسو
6-لاتيه
7- فرنسي
8- موكا حار
9- شوكولاته ساخنه

## وصلات خارجية
- Cinnabon الموقع الرسمي

سينابون مصر  الموقع الرسمي سينابون مصر